# Lema escoteiro
O lema escoteiro original, em inglês, "be prepared" ("esteja preparado"), foi criado pelo fundador do movimento, Robert Baden Powell, e não é coincidência que fosse formado pelas iniciais "B.P.", pelas quais o fundador era muitas vezes chamado, desde 1907. A maioria das organizações guias e bandeirantes de todo o mundo também utiliza esse mesmo lema.

## Significado
No livro Scouting for Boys, Baden-Powell explica o significado do lema:

O lema escoteiro é "BE  PREPARED" (esteja preparado) ,significando que você deve estar constantemente em um estado de atenção mental e corporal para cumprir o seu DEVER.
- Esteja preparado mentalmente através de uma disciplina que lhe permita ser obediente a cada ordem, e também pensando de antemão nas situações e acidentes que podem ocorrer, de forma a saber e desejar atuar de maneira correta no momento correto.
- Esteja preparado corporalmente, tornando-se forte, ativo e capaz de atuar de maneira correta no momento correto.

## Em várias línguas
- Albanês: Ji Gati ou Pergatitu
- Alemão: Allzeit bereit
- Árabe: كن مستعدين (Kun Musta'idan)
- Armênio: Misht Badrast
- Azeri: Daima Hazir
- Bielorrusso: Napagatovye
- Chinês: 準備
- Croata: Budi Pripraven
- Dinamarquês: Vær beredt
- Esloveno: Bodi pripravljen ou Bud Pripavany
- Espanhol: Siempre Listo ou Siempre Alerta
- Esperanto: Estu preta
- Estoniano: Ole valmis
- Filipino (Tagalo): Laging Handâ
- Finlandês: Ole valmis
- Francês: Sois Prêt ou Toujours Prêt
- Georgiano: იყავი მზად (ikavi mzad)
- Grego: Έσω Έτοιμος
- Hebreu: היה נכון (heye nachon)
- Holandês: Weest Paraat / Wees bereid
- Húngaro: Légy Résen
- Inglês: Be Prepared
- Interlingua: Sempre Preste
- Irlandês: Bí Ullamh
- Italiano: Sii Preparato (a expressão latina Estote Parati é também muito usada na Itália)
- Japonês: Sonae-yo Tsuneni
- Latim: Estote Parati
- Letão: Esi Modrs
- Lituano: Budek
- Macedônio: Budi Spreman
- Malaio: Selalu Bersedia
- Maltês: Kun Lest
- Mongol: Belen Bol
- Norueguês: Vær Beredt, com a resposta Alltid Beredt
- Pachto: Tayar Osay
- Persa: Aamaadeh Baash
- Polonês: Czuwaj
- Português: Sempre Alerta CNE e UEB / Sempre Pronto AEP / Bem Preparado CEP / Semper Parata FBB
- Quirguiz: Dayar Bol
- Russo: Будь готов (Bud' gotov)
- Sérvio: Budi Spreman
- Sueco: Var redo, Alltid redo
- Tcheco: Buď Připraven
- Tailandês: จงเตรียมพร้อม
- Turcomeno: Daima Häzir
- Ucraniano: Hotuis
- Uigure: Tayyar Bol
- Vietnamita: Sắp Sẵn